# Germer-Blütenspanner
Der Germer-Blütenspanner (Eupithecia veratraria) ist ein Schmetterling (Nachtfalter) aus der Familie der Spanner (Geometridae). Der wissenschaftliche Name der Art leitet sich vom lateinischen veratrum = Germer, der Futterpflanze der Raupen ab.

## Merkmale

### Falter
Die Flügelspannweite der Falter der Nominatform beträgt 24 bis 28 Millimeter. Damit zählen sie zu den größeren Exemplaren innerhalb der Blütenspannerarten. Die Grundfarbe der Vorderflügel reicht von hellgrau bis zu dunkelgrau. In der Mitte hebt sich ein kontrastreicher, schwarzer, kommaförmiger Fleck ab. Die übrigen Zeichnungselemente sind oftmals undeutlich. Etwas deutlicher heben sich am Vorderrand einige dunkle Flecke ab. Nahe dem Saumbereich befindet sich zumeist eine weiße Wellenlinie. Die Hinterflügel sind geringfügig heller als die Vorderflügel und zeigen einen kleinen schwarzen Mittelfleck.

### Ei
Das grünlich gelbe Ei zeigt an der Schalenskulptur Vertiefungen, die sechseckig eingefasst sind.

### Raupe
Erwachsene Raupen sind dick, gedrungen und einfarbig braunschwarz. Nur gelegentlich sind einige kleine orange Flecke zu erkennen.

### Puppe
Von der gelbbraunen Puppe hebt sich eine rötliche Punktierung ab. Sie hat einen kegelförmigen Kremaster, der in der Mitte mit zwei großen sowie auf jeder Seite mit drei kleineren Hakenborsten bestückt ist.

### Ähnliche Arten
Der Satyr-Blütenspanner (Eupithecia satyrata) ist in der Regel wesentlich kleiner und deshalb trotz ähnlicher Zeichnungselemente nicht zu verwechseln. Auf eine genitalmorphologische Untersuchung kann deshalb in den meisten Fällen verzichtet werden.

## Geographische Verbreitung und Vorkommen
Der Germer-Blütenspanner kommt in gebirgigen Gegenden Europas und Asiens bis nach Japan inselartig vor. Die Art bevorzugt Berghänge, Waldränder, Almwiesen oder moorige Gebiete.

## Unterarten
Folgende Unterarten sind bekannt:
- Eupithecia veratraria veratraria, in Zentral- und Südeuropa mit Ausnahme der Pyrenäen
- Eupithecia veratraria eynensata, in den Pyrenäen
- Eupithecia veratraria arctica, im arktischen Norwegen, im Nordural und auf der Kolahalbinsel
- Eupithecia veratraria homophaea, im Altai und dem Ussurigebiet
- Eupithecia veratraria geyserata, auf Kamtschatka
- Eupithecia veratraria perpaupera, in Japan

## Lebensweise
Die Falter sind nachtaktiv und fliegen in einer Generation, hauptsächlich von Juni bis August. Sie erscheinen in beiden Geschlechtern an künstlichen Lichtquellen. Die Raupen leben von Juli bis Oktober und ernähren sich von den Blüten und Früchten des Weißen Germer (Veratrum album). Sie leben meist gesellig und überziehen die Blütenstände und Samenkapseln mit einem weißen Gespinst. Die Puppen überwintern, zuweilen bis zu dreimal.

## Gefährdung
In Deutschland kommt der Germer-Blütenspanner in Bayern und Baden-Württemberg vor und wird in der Roten Liste gefährdeter Arten auf der Vorwarnliste, beziehungsweise als „gefährdet“ (Kategorie 3) geführt.